# Třetí patro
Třetí patro je šestidílný československý televizní seriál z roku 1985. Režíroval ho Karel Smyczek, námět a scénář napsal Ivo Pelant, hlavní roli hrál Lukáš Vaculík.

## Děj
Martin Brázda ihned po skončení základní vojenské služby nastoupí jako mistr odborné výchovy na střední odborné učiliště. Místo slíbeného 1. ročníku dostane ale na starost rovnou třeťáky, kteří jsou věkem jen o něco málo mladší než Martin. Samozřejmě, že získat si v takovémto případě autoritu je velmi složité. Seriál ukazuje také vztahy mezi bažanty a mazáky na internátě učiliště.

## Obsazení
- Lukáš Vaculík jako Martin Brázda
- František Husák jako otec Brázda
- Jaromíra Mílová jako Hanka Tichá
- Miroslav Zounar jako otec Hanky, Mirek Tichý
- Marcela Martínková jako matka Hanky
- Jan Antonín Duchoslav jako Miky Kadlec
- Michal Suchánek jako Bouda
- Jiří Langmajer jako Jakub Sláma - Slamák
- Jan Potměšil jako Vojta Král
- Alice Chrtková jako Olina Bláhová
- David Novotný jako Michal
- František Němec jako ředitel učiliště Beran
- Markéta Fišerová jako vychovatelka Veronika Růžičková
- Jiří Hálek jako mistr Václav Mrkvička
- Blanka Bohdanová jako matka Slámová
- Josef Somr jako otec Josef Sláma
- Evelína Steimarová jako matka Kadlecová
- Michal Dlouhý
- Viktor Král
- Igor Chaun
- Daniel Landa jako učeň
- Filip Renč jako maturant

## Seznam dílů
1. Civil
2. Zeď
3. Dopis
4. Patent
5. Hrdlička
6. Mistr